# Chariton le Confesseur
Pour les articles homonymes, voir Chariton.
Chariton le Confesseur est né et est élevé à Iconium, en Asie mineure, vers 270-276. Il est mort vers 350 près de Bethléem. Ce saint est fêté le 28 septembre.

## Biographie
Chariton s'établit vers 322 dans une grotte du Wadi Qelt (en).
Il introduisit le tout premier monachisme du désert de Judée, entre Jérusalem et la mer Morte. À partir du début du IVe siècle, il fut donc à l'origine de trois monastères (ou laures) : le premier est celui de Pharan, à dix kilomètres au nord de Jérusalem ; puis ceux de Douka, près de Jéricho, et de Souka, à une dizaine de kilomètres au sud de Bethléem dans le Wadi Khureitun. Ce dernier est connu sous le nom de monastère de Chariton (Mar Chariton) qui va exister jusqu'à la fin du XIIIe siècle.

« Il leur donna une règle rigoureuse : jeûne et abstinence perpétuels ; un seul repas par jour fait de pain, d'eau et de sel ; silence ; offices liturgiques de jour et de nuit. »

Les offices se disaient seul en cellule sauf le samedi soir, où les frères se réunissaient pour célébrer un office commun, sans doute, comme à Jérusalem même, l'office des vêpres de la Résurrection.
Il tenta d'échapper à l'afflux de disciples en se retirant à deux reprises plus profondément dans le désert.